# Matagalpa (stad)
Matagalpa is de hoofdstad van het gelijknamige noordwestelijke Nicaraguaanse departement Matagalpa. De gemeente (municipio) telde 156.000 inwoners in 2015, waarvan ongeveer zestig procent in stedelijk gebied (área de residencia urbano) woont.
Het is de vierde gemeente van het land, gelegen in een hooglandgebied met veel koffieplantages.
Matagalpa is de zetel van een rooms-katholiek bisdom.

## Naam
Volgens de Matagalpaanse taalkundige en katholieke priester Guillermo Kiene die in de stad leefde van 1898 tot 1959 stamt de naam Matagalpa uit het Sumo en betekent het "laten we gaan naar waar de rotsen zijn". Andere verklaringen van 'Matagalpa' zijn "hier, naast het water" (Aqui junto al agua) en "tussen de bergen" (Entre Montañas). Beide laatste verklaringen zouden verwijzen naar de geografische positie van de stad naast de grote rivier Rio Grande en haar ligging tussen de bergen.

## Geschiedenis
Matagalpa ligt op de plek waar oorspronkelijk de indianennederzettingen Matagalpa (of 'Pueblo Grande' in het Spaans), Solingalpa en Molagüina. De inwoners van Matagalpa spraken een eigen taal, die sinds 1875 echter wordt beschouwd als uitgestorven en alleen is overgeleverd in een aantal documenten.
De Spaanse nederzetting Matagalpa werd gesticht in 1554 toen de Spanjaarden zochten naar een waterdoorgang naar de 'Noordelijke Zee', de Caraïbische Zee, zo genoemd vanwege de locatie van de Spaanse koloniën aan de Grote Oceaan, die 'Zuidelijke Zee' werd genoemd door hen.
In 1808 werd er goud gevonden rond Matagalpa, hetgeen pas bekend werd tegen 1850. Daarop trok een stroom Europese immigranten naar de plaats, waaronder naast Spanjaarden en mestiezen ook veel Duitsers. Twee bekende Duitse immigranten waren Ludwig Elster (uit Hannover) en zijn vrouw Katharina Braun (uit de regio van het Zwarte Woud), die begonnen met de eerste koffieplantage in het gebied. Deze koffiebonen deden het erg goed op de Duitse markt en zorgde al snel voor navolgers; er volgden nog ruim 120 Europese immigranten, die allen in de koffiesector gingen, vaak trouwden met Matagalpaanse vrouwen en waarvan veel afstammelingen nog altijd in het gebied wonen. Toen filibuster William Walker uit Tennessee in 1856 een deel van het land in handen kreeg, vluchtten veel Nicaraguanen naar Matagalpa. Hier richtten zij het Ejército del Septentrión ("Leger van het Noorden") op, dat met succes streed tegen Walkers troepen tijdens de Slag bij San Jacinto op 14 september 1856, waardoor zijn regime mede ten val werd gebracht. De grote groei van de plaats zorgde ervoor dat Matagalpa op 14 februari 1862 de status van stad kreeg. De koffie-industrie kende begin 20e eeuw een unieke trein; de Ferrocarril was een stoomtreintje met 6 wagons dat tussen 1903 en 1905 koffie van Matagalpa naar de haven van Corinto vervoerde over de grond in plaats van over spoor.
In 1930 kwamen enkele Deense immigranten naar Matagalpa en het omringende hoogland. Toen de Matagalpa-indianen echter in opstand kwamen en de stad aanvielen, vertrokken de meeste Denen weer.
In recente jaren heeft de stad veel aantrekkingskracht op migranten (met name kleine boeren) uit andere delen van het land, waardoor de druk op de bestaande infrastructuur en het milieu is toegenomen. De laatste jaren is gewerkt aan de bouw van een waterleidingsysteem en een waterzuiveringsinstallatie met geld en materiële steun van de Duitse overheid. Ook wordt gewerkt aan de voltooiing van een weg tussen Managua en Sébaco.

## Geografie
Matagalpa ligt op 132 kilometer ten noorden van de hoofdstad Managua. De gemeente Matagalpa omvat 682 km² en met 156.000 inwoners in 2015 heeft het een bevolkingsdichtheid van 252 inwoners per vierkante kilometer.

### Aangrenzende gemeenten
| Aangrenzende gemeenten | Aangrenzende gemeenten          | Aangrenzende gemeenten  | Aangrenzende gemeenten | Aangrenzende gemeenten |
| ---------------------- | ------------------------------- | ----------------------- | ---------------------- | ---------------------- |
|                        |                                 | Jinotega (J)            |                        |                        |
|                        |                                 |                         |                        |                        |
| Sebaco                 | Tuma-La Dalia San Ramón Muy Muy |                         |                        |                        |
|                        |                                 |                         |                        |                        |
|                        |                                 | Esquipulas San Dionisio |                        |                        |

## Economie
Matagalpa levert een grote bijdrage aan het BBP van Nicaragua en als economische regio staat het na Managua op de tweede plaats qua belang. Dit wordt vooral veroorzaakt door het feit dat Matagalpa het Nicaraguaanse centrum voor de verbouw van koffie is. In de buurt van de stad worden verder ook bonen, maïs en groenten verbouwd en met name de laatste tijd ook veel bloemen geteeld voor de export. Daarnaast wordt ook veel vleesvee uitgevoerd. Van toenemend belang is het ecotoerisme, waarbij vooral het berggebied toeristen aantrekt. Er bevinden zich een groot aantal bergresorts.

## Bezienswaardigheden
Vanuit Matagalpa voert een 30-kilometer lange weg naar de stad Jinotega, die op sommige punten uitzicht biedt op het vulkanisch massief nabij de Pacifische kust 140 kilometer verderop.

## Geboren
- Nazario Vega (1825-1911), gouverneur en opdrachtgever voor de bouw van de kathedraal van Matagalpa
- Tomás Borge (1930-2012), politicus en dichter, laatstlevende medeoprichter van het FSLN
- Carlos Fonseca Amador (1936-1976), medeoprichter van het FSLN

## Partnersteden
- Gainesville (Verenigde Staten)
- Sabadell (Spanje), sinds 1987
- Tilburg (Nederland), sinds 1987
- Wuppertal (Duitsland), sinds 1987

## Galerij

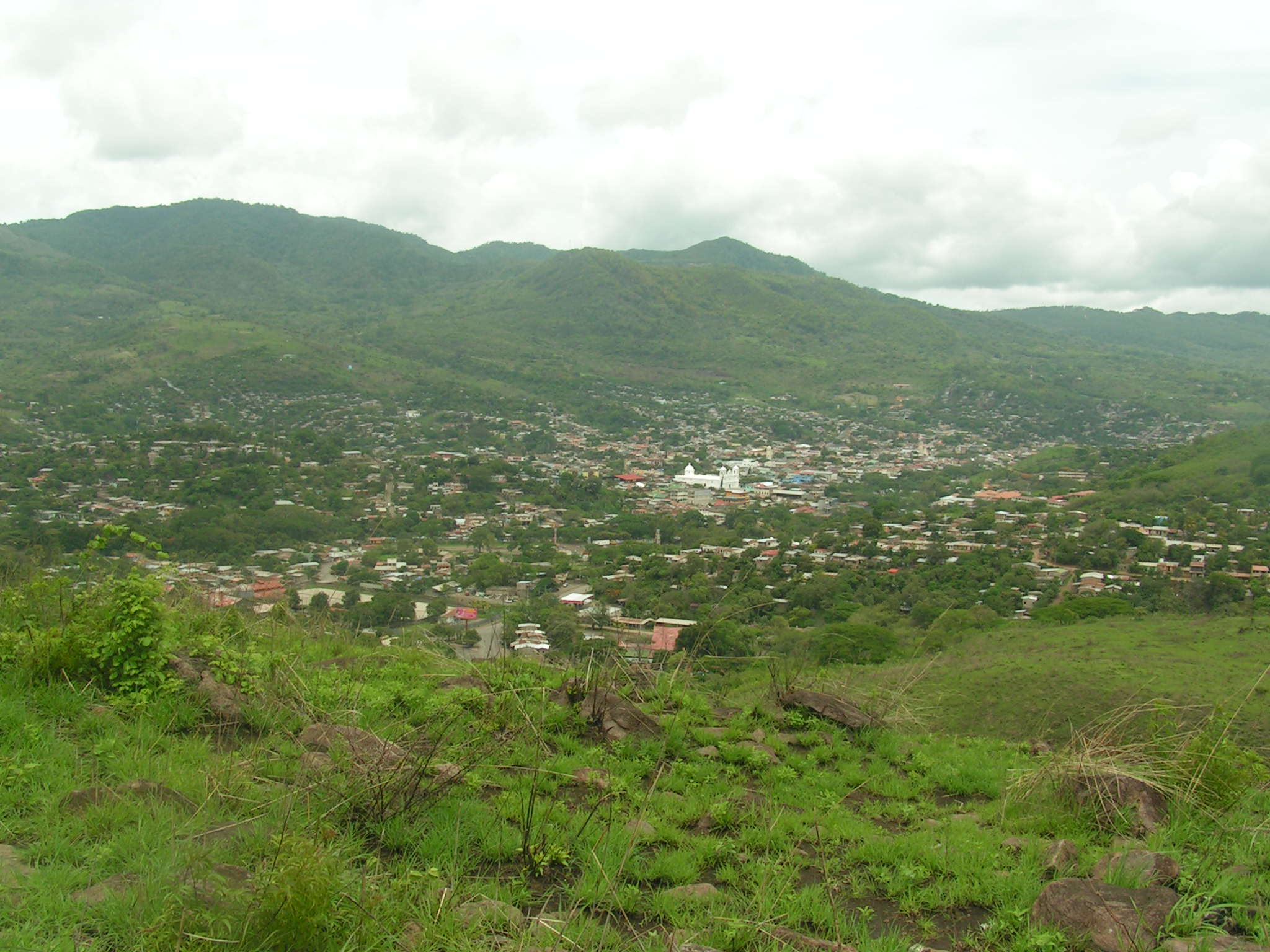
Overzicht over de stad vanuit de bergen met de kathedraal in het midden
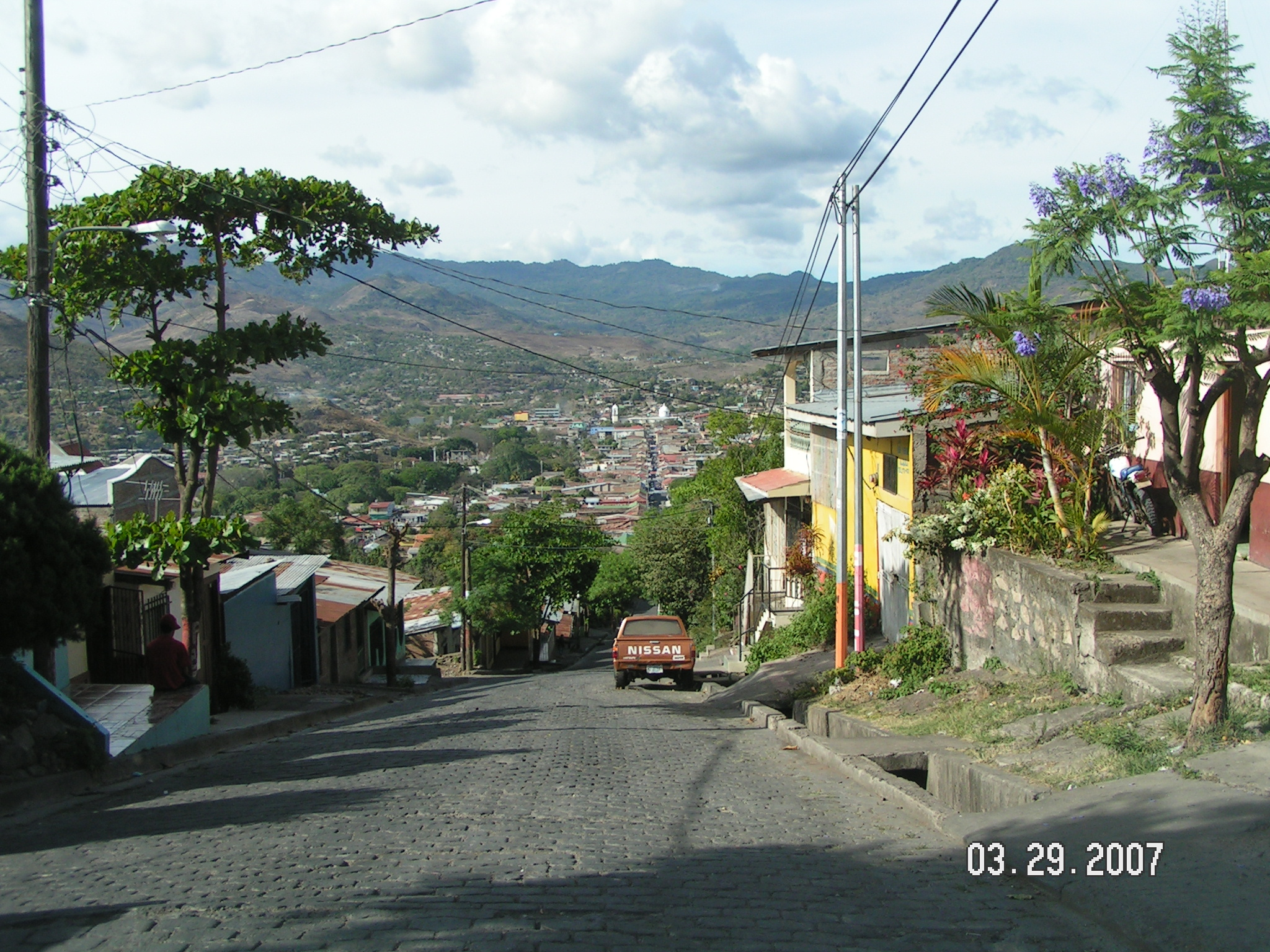
Hoofdstraat naar Parque Morazan en de kathedraal
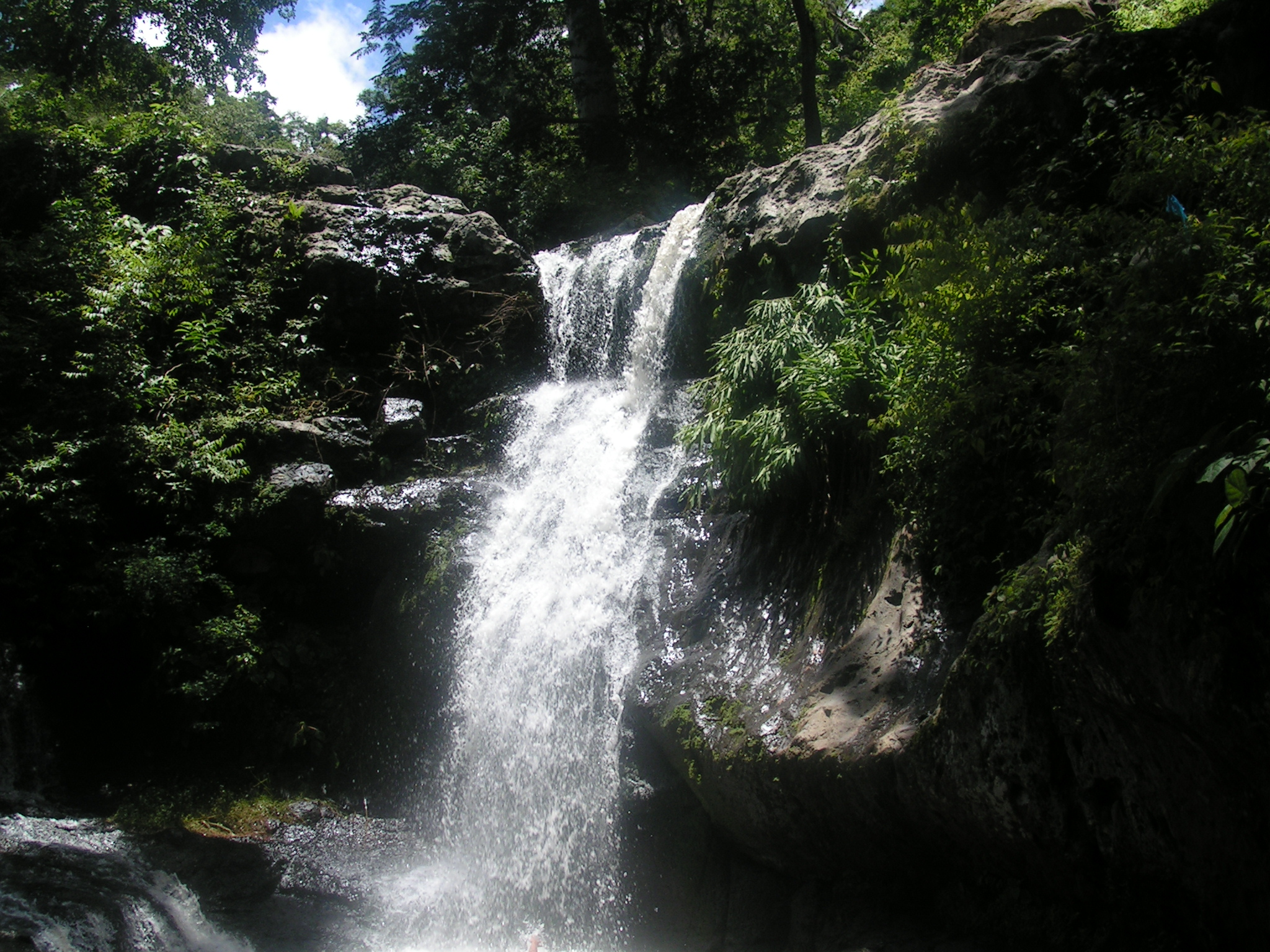
Waterval in Apante nabij de stad
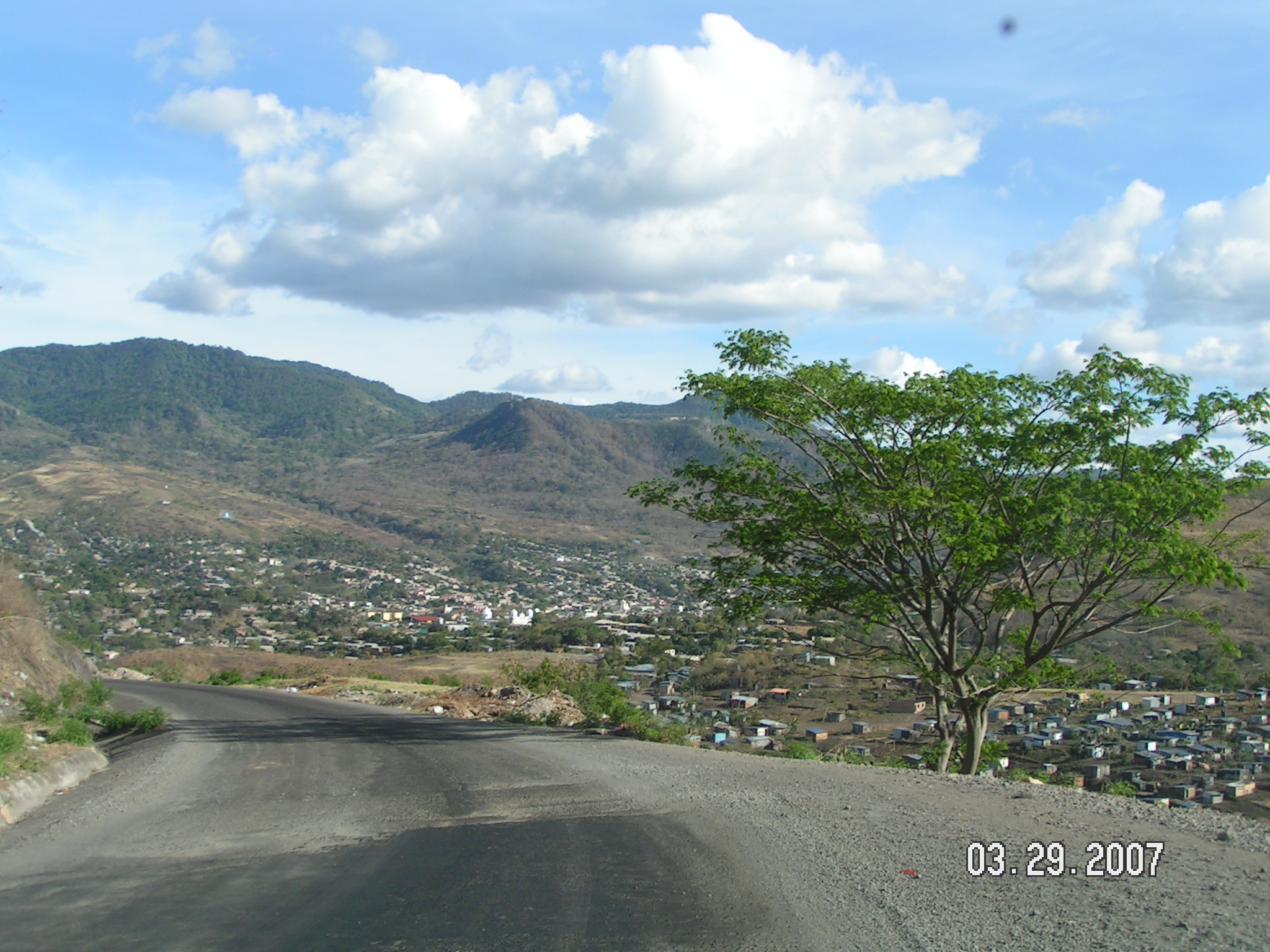
Gezicht over een deel van de stad vanaf de hoofdweg van Matagalpa naar Jinotega tijdens het droge seizoen
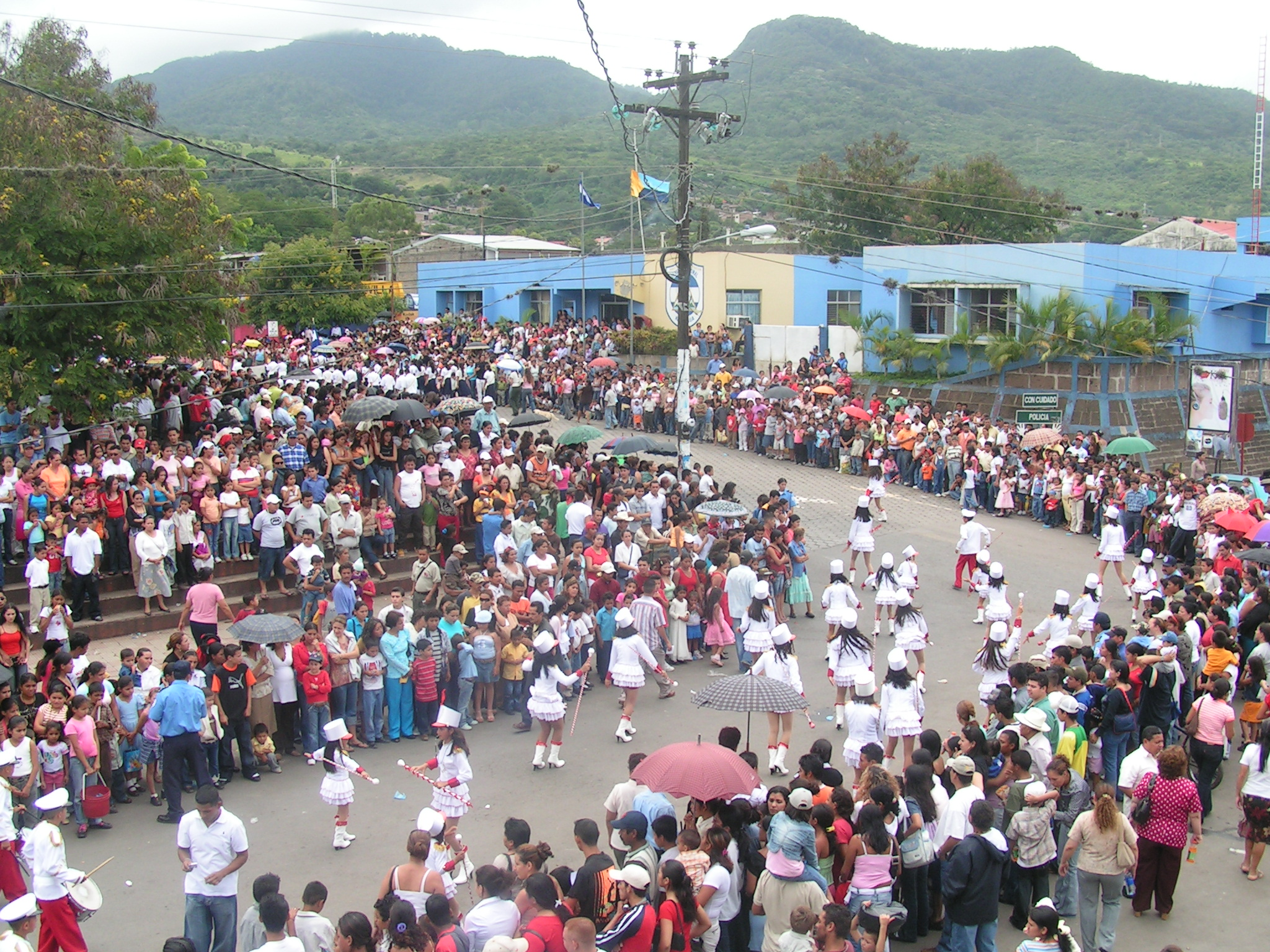
Parade op onafhankelijkheidsdag in 2007
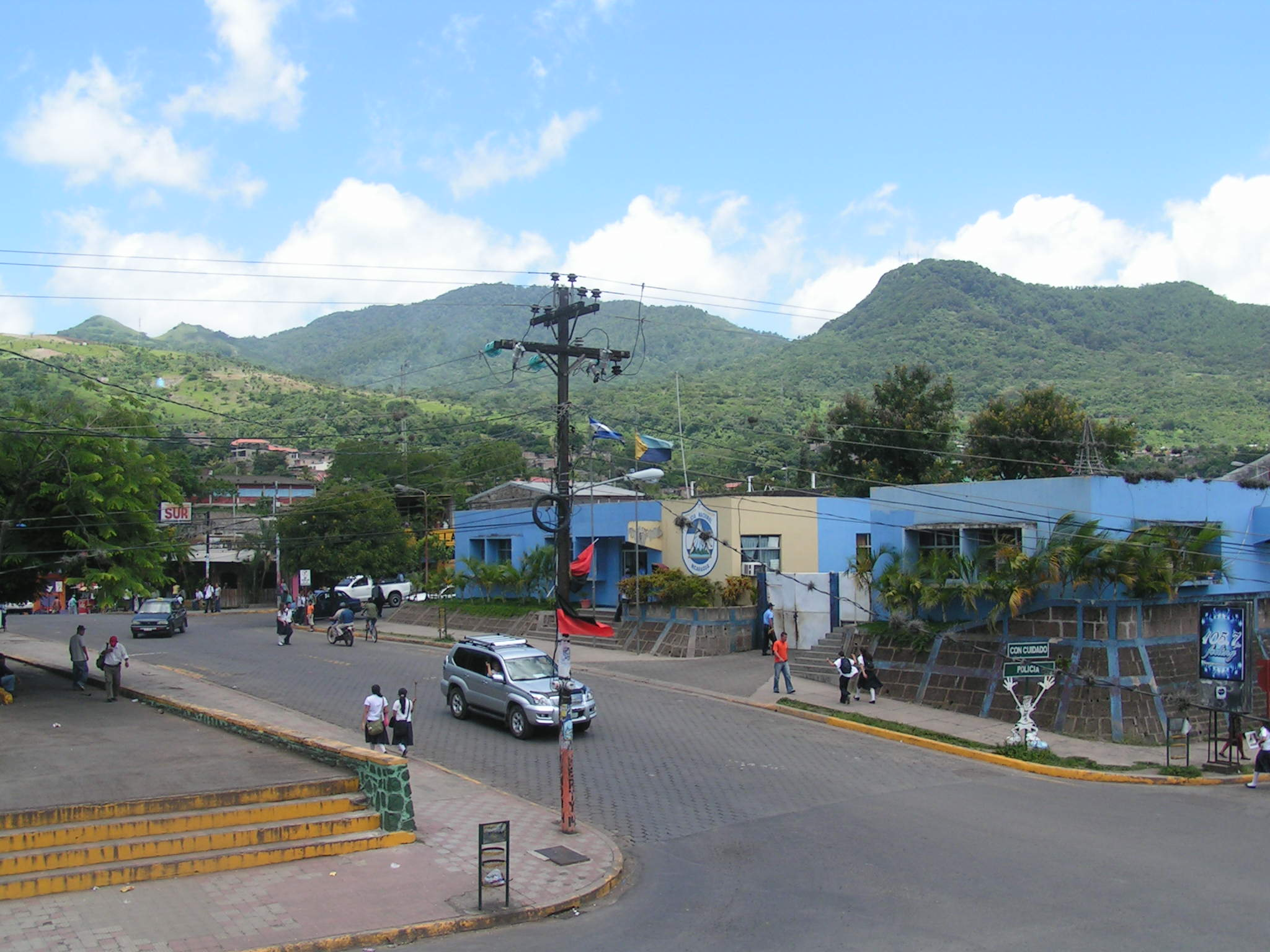
Politiebureau van Matagalpa